# Гийестр (кантон)
Гийе́стр (фр. Guillestre) — кантон во Франции, находится в регионе Прованс — Альпы — Лазурный Берег, департамент Верхние Альпы. Входит в состав округа Бриансон.
Код INSEE кантона — 0511. Всего в кантон Гийестр входит 9 коммун, из них главной коммуной является Гийестр.

## Коммуны кантона
| Коммуна               | Население, чел. (1999) | Почтовый индекс | Код INSEE |
| --------------------- | ---------------------- | --------------- | --------- |
| Вар                   | 637                    | 05560           | 05177     |
| Гийестр               | 2 211                  | 05600           | 05065     |
| Мон-Дофен             | 87                     | 05600           | 05082     |
| Реотье                | 161                    | 05600           | 05116     |
| Ризуль                | 622                    | 05600           | 05119     |
| Сейак                 | 276                    | 05600           | 05026     |
| Сен-Клеман-сюр-Дюранс | 229                    | 05600           | 05134     |
| Сен-Крепен            | 541                    | 05600           | 05136     |
| Эйглие                | 697                    | 05600           | 05052     |

## Население
Население кантона на 2007 год составляло 5 743 человека.
| 1962  | 1968  | 1975  | 1982  | 1990  | 1999  | 2006 | 2007  | 2008 |
| ----- | ----- | ----- | ----- | ----- | ----- | ---- | ----- | ---- |
| 3 305 | 3 672 | 3 995 | 4 998 | 5 285 | 5 461 | —    | 5 743 | —    |